# La Librairie du soleil (téléfilm)

La Librairie du soleil est un téléfilm français réalisé par Edmond Tyborowski, à partir de la pièce de théâtre de  Diego Fabbri adaptée par Georges Sonnier, diffusé le mardi 1er juillet 1969 sur la première chaîne de l'ORTF.

## Résumé
De nos jours, dans une petite ville d'Italie...
La Librairie du soleil occupe une place à part dans l'œuvre de Diego Fabbri. Sans grands évènements apparents, un drame véritable se joue, cependant, au sein d'une famille, d'une maison qui, tout entière, se fissure et se désagrège.
Un éditeur, modeste et idéaliste, meurt de la mort lente et inéluctable de sa librairie, qui fut la passion de sa vie.
Anselme et Vélia, deux des enfants d'Isidore Normandi, propriétaire de La Librairie du soleil, procèdent à des rangements.  Jacini, représentant des Messageries réunies, et Mombelli, bibliothécaire de la ville, devisent amicalement avec Normandi de l'avenir de la librairie. Vélia et Anselme s'inquiètent de l'affaiblissement de la vue de leur père, qui a tant travaillé à ses livres, et qui soutient sincèrement les jeunes auteurs. Lucas, le troisième enfant d'Isidore Normandi, vient d'arriver. Il suit avec attention les propos de son père, tout empreints de philosophie. Mais que réserve l'avenir ?...

## Fiche technique
- Réalisation : Edmond Tyborowski
- Auteur : Diego Fabbri
- Adaptation : Georges Sonnier
- Décors : Alexandre Hinkis
- Directeur de la Photographie : André Villard
- Costumes : Marie-Thérèse Respens
- Durée : inconnue
- Date de diffusion : mardi 1er juillet 1969 sur la première chaîne de l'ORTF

## Distribution
- Raoul Guillet : Isodore Normandi
- Germaine Delbat : Clara Normandi
- Daniel Le Roy : Anselme
- Georges Claisse : Lucas
- Edith Scob : Vélia
- Cécile Grandin : Léna Viscardi
- Robert Etcheverry : Alvaro Bruny
- Mag-Avril : Carola Borsatti
- Armand Meffre : Giacomo Mombelli
- Yvon Sarray : Jacini
- Max Desrau :  Ficelle

## Sources
- Télé 7 jours, du 28 juin 1969
- Janick Arbois, « Première Chaîne. Drame : la librairie du soleil », Le Monde,‎ 27 juin 1969 (lire en ligne)